# Isaac Bolívar
Pour les articles homonymes, voir Bolívar.
Bolívar  Hernández est un nom espagnol. Le premier nom de famille, en général paternel, est Bolívar ; le second, en général maternel, souvent omis, est Hernández.
Isaac Bolívar Hernández, né à Medellín (département d'Antioquia) le 9 mai 1991, est un coureur cycliste colombien.

## Repères biographiques
Après avoir fait toutes ces années de formation au sein des équipes de l'Orgullo paisa, il intègre la formation continentale EPM - UNE, en 2012. Avec celle-ci, il participe à de nombreuses épreuves des calendriers national et international. Il se distingue, notamment, dans trois épreuves de l'UCI America Tour 2012. En février, dans une équipe composée de jeunes éléments, il termine quatrième de la Vuelta a la Independencia Nacional, en République dominicaine, échouant, pour quelques secondes, à la deuxième place du classement des moins de 23 ans, derrière son coéquipier Edward Beltrán. Trois mois plus tard, il remporte la cinquième étape du Tour du Guatemala, devançant au sprint le champion panaméricain Gregolry Panizo. Et, en septembre, dans le Tour de Rio, il s'adjuge le classement espoir. Ces trois épreuves lui permettent d'obtenir vingt points au classement UCI America Tour 2012.
Bien qu'il ne participe pas aux deux épreuves majeurs du calendrier colombien que sont le Tour de Colombie et le Clásico RCN, il obtient une place sur le podium de la Clásica de Fusagasugá, grâce à ses qualités dans le contre-la-montre, qui lui permettent de conserver l'avantage acquis dans l'échappée du premier jour. Il s'adjuge, en outre, le classement espoir. Tout comme un mois plus tard à la Vuelta al Tolima, où en finissant l'épreuve à la huitième place, il s'impose chez les moins de 23 ans. Il réussira à se classer dans les dix premiers de deux autres épreuves du calendrier national colombien (cinquième à la Clásica de Marinilla et septième à la Clásica de El Carmen de Viboral). 
L'équipe cycliste UnitedHealthcare annonce, début septembre 2013, avoir signé un contrat de deux ans avec le coureur cycliste colombien.
Fin 2014 ses dirigeants annoncent qu'il fera toujours partie de l'effectif de la formation UnitedHealthcare en 2015.

## Palmarès sur route
- 2006
  - 3e du championnat de Colombie du contre-la-montre débutants
- 2010
  - 2e de la Vuelta de Higuito
  - 3e du championnat de Colombie du contre-la-montre espoirs
- 2011
  - 6e étape de la Vuelta de la Juventud
  - 2e du championnat de Colombie du contre-la-montre espoirs
- 2012
  - 5e étape du Tour du Guatemala
  - 3e de la Clásica de Fusagasugá
- 2013
  -  Champion de Colombie du contre-la-montre espoirs
  -  Médaillée d'argent du championnat panaméricain sur route espoirs
  -  Médaillée de bronze du championnat panaméricain du contre-la-montre espoirs
- 2014
  - 3e du Tour de Langkawi

### Championnats

#### Championnats panaméricains
- Zacatecas 2013
  -  Médaillé d'argent de la course en ligne espoirs
  -  Médaillé de bronze du contre-la-montre espoirs

#### Championnats nationaux
- Popayán 2006
  - Médaillé de bronze du contre-la-montre débutants
- Rionegro 2010
  - Médaillé de bronze du contre-la-montre espoirs
- Sopó 2011
  - Médaillé d'argent du contre-la-montre espoirs[13]
- Tolima 2013
  -  Champion de Colombie du contre-la-montre espoirs

## Classements mondiaux
| Année         | 2014 |
| ------------- | ---- |
| UCI Asia Tour | 81e  |